# Kobayashi Kan
Kan Kobayashi (sinh ngày 27 tháng 4 năm 1999) là một cầu thủ bóng đá người Nhật Bản.

## Sự nghiệp câu lạc bộ
Kan Kobayashi đã từng chơi cho FC Tokyo.